# Мерсервілл (Нью-Джерсі)
Мерсервілл (англ. Mercerville) — переписна місцевість (CDP) в США, в окрузі Мерсер штату Нью-Джерсі. Населення — 13 447 осіб (2020).

## Географія
Мерсервілл розташований за координатами 40°14′9″ пн. ш. 74°41′32″ зх. д. / 40.23583° пн. ш. 74.69222° зх. д. (40.235832, -74.692254).  За даними Бюро перепису населення США в 2010 році переписна місцевість мала площу 9,66 км², з яких 9,55 км² — суходіл та 0,11 км² — водойми.

## Демографія
Згідно з переписом 2010 року, у переписній місцевості мешкало 13 230 осіб у 5028 домогосподарствах у складі 3605 родин. Густота населення становила 1370 осіб/км².  Було 5246 помешкань (543/км²).
Расовий склад населення:
| - 88,8 % — білих - 4,0 % — чорних або афроамериканців - 3,7 % — азіатів - 0,2 % — корінних американців - 1,9 % — осіб інших рас |

До двох чи більше рас належало 1,4 %. Частка іспаномовних становила 6,9 % від усіх жителів.
За віковим діапазоном населення розподілялося таким чином: 20,7 % — особи молодші 18 років, 61,6 % — особи у віці 18—64 років, 17,7 % — особи у віці 65 років та старші. Медіана віку мешканця становила 43,1 року. На 100 осіб жіночої статі у переписній місцевості припадало 92,9 чоловіків;  на 100 жінок у віці від 18 років та старших — 90,1 чоловіків також старших 18 років.
Середній дохід на одне домашнє господарство  становив 89 621 долар США (медіана — 80 604), а середній дохід на одну сім'ю — 104 868 доларів (медіана — 100 000). Медіана доходів становила 60 377 доларів для чоловіків та 50 106 доларів для жінок. За межею бідності перебувало 2,6 % осіб, у тому числі 1,5 % дітей у віці до 18 років та 2,1 % осіб у віці 65 років та старших.
Цивільне працевлаштоване населення становило 7103 особи. Основні галузі зайнятості: освіта, охорона здоров'я та соціальна допомога — 23,4 %, роздрібна торгівля — 14,9 %, публічна адміністрація — 11,2 %, науковці, спеціалісти, менеджери — 10,9 %.